# 高田舟
高田舟（たかだしゅう、1992年9月14日 - ）は、日本の俳優、モデル、アーティスト、ハンドボール選手。沖縄県出身。ニューウォーカーズ所属。

## 人物
- クリエイティブユニット【ソフトボイルド】のメンバー。
- ダンスボーカルグループ 『NEW STYLE BOYs』の元メンバー（2019年4月6日 - 2021年11月4日）。
- 特技はハンドボール。

## 出演

### 舞台
- ジュリエット（2016年4月13日 - 18日、両国・Air studio）[2]
- 裁判長!ここは懲役4年でどうすか 2016（2016年10月19日 - 23日、全労済ホール/スペース・ゼロ）- 野宮浩 役[3]
- ACTOR'S TRASH ASSH第23回公演『帝都探偵奇譚ジゴマ2』上海租界編（2019年12月11日 - 15日、シアターグリーン BIG TREE THEATER）[4]
- ハイパープロジェクション演劇『ハイキュー!!』- 北信介 役
  - ハイパープロジェクション演劇『ハイキュー!!』″最強の挑戦者″（2020年3月21日 - 22日、TOKYO DOME CITY HALL / 28日 - 29日、あましんアルカイックホール/4月4日 - 5日、多賀城市民会館 大ホール/10日 - 12日、久留米シティプラザ ザ・グランドホール / 17日 - 19日、大阪メルパルクホール / 24日 - 5月6日、TOKYO DOME CITY HALL）[5]
  - ハイパープロジェクション演劇『ハイキュー!!』″頂の景色・2″（2021年3月20日 - 21日、TOKYO DOME CITY HALL / 4月3日 - 4日、多賀城市民会館 大ホール / 4月9日 - 11日、梅田芸術劇場 シアター・ドラマシティ / 4月17日 - 18日、あましんアルカイックホール / 4月23日 - 24日、北九州ソレイユホール / 4月29日 - 5月9日、TOKYO DOME CITY HALL）※映像出演[6]
- 『ダイヤのA』The MUSICAL - 財前直行 役 
  - 『ダイヤのA』The MUSICAL（2020年6月25日 - 30日、シアター1010/7月3日 - 5日、メルパルクホール大阪） ※全公演中止[7]
  - 『ダイヤのA』The MUSICAL（2022年9月30日 - 10月10日、天王洲 銀河劇場）[8]
- 俺たち、ヤンキー王!? ～土の巻～（2020年6月30日 - 7月5日、俳優座劇場）[9]
- Otona Project
  - ［Otona Project第三十弾］演劇ユニット【爆走おとな小学生】第十四回全校集会『勇者セイヤンの物語～ノストラダム男の大予言～』（2020年8月6日 - 10日、シアター1010）- マカロニ王子 役[10]
  - ［Otona Project 第三十弾］演劇ユニット【爆走おとな小学生】第十一回課外授業『春の陽だまりの如し』（2020年9月25日 - 27日、シアター1010）[11]
  - ［Otona Project 第三十二弾］演劇ユニット【爆走おとな小学生】第十四回全校集会『初等教育ロイヤル』【白組】（2020年12月25日 - 27日、COOL JAPAN PARK OSAKA TTホール / 2021年1月7日、シアター1010）
  - ［Otona Project第三十三弾］演劇ユニット【爆走おとな小学生】第十五回全校集会『勇者セイヤンの物語～ノストラダム男の大予言～』（2021年1月21日 - 24日、オルタナティブシアター）- マカロニ王子 役[12]
  - ［Otona Project 第三十五弾］演劇ユニット【爆走おとな小学生】第十六回全校集会『サイキック学園～青春超能力バトル～』（2021年5月12日 - 16日、こくみん共済 coop ホール ／スペース・ゼロ）- 主演[13]
  - ［Otona Project 第三十六弾］演劇ユニット【爆走おとな小学生】第十四回全校集会『初等教育ロイヤル』【赤組】（2021年7月23日 - 25日、京都劇場）- 井上くん 役[14]
  - ［Otona Project-Produce］演劇ユニット【爆走おとな小学生】朗読劇『カラフル』（2022年10月26日 - 25日、シアターGロッソ）- 沢田先生 役[15]
- READING LIVE DREAM〜2020 in October〜 「夢の行方」「描き続ける、白紙の先へ」（2020年10月9日 - 18日、ウッディシアター中目黒）- 黄一 役[16]
- Soft Boiled Theater
  - ［Soft Boiled Theater-1］クリエイティブユニット【ソフトボイルド】旗揚げ公演『タンブル・アンヘルズ』（2021年2月18日 - 21日、シアターグリーン BOX in BOX THEATER）[17]
  - ［Soft Boiled Theater-2］クリエイティブユニット【ソフトボイルド】Theater-2『ミッション・イン東京物語』（2021年6月23日 - 27日、CBGKシブゲキ!!）- 如月淳 役[18]
  - ［Soft Boiled Theater-3］クリエイティブユニット【ソフトボイルド】Theater-3『ゴールデン街の片隅で』（2021年8月18日 - 22日、シアターサンモール）[19]
  - ［Soft Boiled Theater-4］クリエイティブユニット【ソフトボイルド】Theater-4『カルテットルーム』（2021年10月20日 - 24日、中目黒キンケロ・シアター）[20]
  - ［Soft Boiled Theater-5］クリエイティブユニット【ソフトボイルド】Theater-5『和道ノ阿修羅』（2021年12月10日 - 12日、京都劇場）- 主演・悪須羅 役[21]
  - ［Soft Boiled Theater-6］クリエイティブユニット【ソフトボイルド】Theater-6『戦国送球〜バトルボールズ〜』（2022年2月23日 - 27日、CBGKシブゲキ!!）- 浪木速人 役[22]
  - ［Soft Boiled Theater-7］クリエイティブユニット【ソフトボイルド】Theater-7『戦国送球〜バトルボールズ〜第二次真田合戦』（2022年4月6日 - 10日、シアター1010）- 浪木速人 役[23]
  - ［Soft Boiled Theater-8］クリエイティブユニット【ソフトボイルド】Theater-8『戦国送球〜バトルボールズ外伝〜天上天下唯我独尊』（2022年6月22日 - 26日、シアターサンモール）- 伊達真佐夢 役[24]
  - ［Soft Boiled Theater-9］クリエイティブユニット【ソフトボイルド】Theater-9 朗読劇『小生とアトムの世界列車』（2022年8月5日 - 7日、アトリエファンファーレ高円寺）[25]
  - ［Soft Boiled Theater-10］クリエイティブユニット【ソフトボイルド】Theater-10 朗読劇『人生一度だけの魔法』（2022年11月3日 - 6日、池袋シアターグリーン BASE THEATER）[26]
  - ［Soft Boiled Theater-11］クリエイティブユニット【ソフトボイルド】Theater-11 朗読劇『名もなき士』（2022年12月8日 - 11日、参宮橋トランスミッション）※10日・11日のみ出演[27]
  - ［Soft Boiled Theater-12］クリエイティブユニット【ソフトボイルド】Theater-12 朗読劇『イヤホン』（2023年2月3日 - 5日、参宮橋トランスミッション）[28]
  - ［Soft Boiled Theater-13］クリエイティブユニット【ソフトボイルド】Theater-13『戦国送球〜バトルボールズ〜大阪冬の陣』（2023年3月29日 - 4月2日、シアター1010）- 浪木速人 役[29]
  - ［Soft Boiled Theater-14］クリエイティブユニット【ソフトボイルド】Theater-14『夜明』（2024年2月29日 - 3月3日、シアターグリーン BIG TREE THEATER）- 坂本龍馬 役
- 舞台『弱虫ペダル』SPARE BIKE篇～Heroes!!～（2021年3月19日 - 21日、サンケイホールブリーゼ/26日 - 28日、日本青年館ホール）- 新開隼人 役[30]
- 2.5次元ダンスライブ「ALIVESTAGE Episode 6『Gift』」（2022年3月18日 - 27日、ヒューリックホール東京）- 浜田尚人 役[31]
- -Urara Hinaga Produce Vol.1- 朗読劇『ネガイバナ』（2022年11月15日 - 20日、シアターグリーン BOX in BOX THEATER）- ウツギ 役 ※20日のみ出演[32]
- 朗読劇『転落令嬢、氷の貴公子を拾う』
  - 朗読劇『転落令嬢、氷の貴公子を拾う』（2022年11月27日、HMV＆BOOKS SHIBUYA ６Fイベントスペース）
  - 朗読劇『転落令嬢、氷の貴公子を拾う』（2023年5月7日、HMV＆BOOKS SHIBUYA ６Fイベントスペース）
- Alexandrite Stage 時代劇『PRINCESS TOYOTOMI』（2023年8月10日 - 13日、CBGKシブゲキ!! / 8月18日 - 20日、近鉄アート館）- 真田信繁 役[33]
- CONTE STAGE 二人芝居『ふたりよがり』（2023年9月15日 - 18日、池袋西口GEKIBA）
- 舞台『リベンジ・ライフ』（2023年11月22日 - 26日、中野テアトルBONBON）[34]
- OZ ステージ『鉄の暴風』〜沖縄戦を伝える〜（2024年3月27日 - 31日、新宿村LIVE）- 佐藤祐樹 役
- SFIDA ENTERTAINMENT プロデュース公演vol.18 舞台『Collapse Of Values』Episode 2 Truth（2024年8月28日 - 9月1日、テアトルBONBON） - 主演・佐々木優希 役[35][36]

### ドラマ
- 『陸王』（2017年10月15日 - 12月24日、TBS）[要出典]
- 『モトカレマニア』（2019年10月17日 - 12月12日、フジテレビ）

### 映画
- 『シン・ゴジラ』（2016年7月29日公開）
- 『真田十勇士』（2016年9月22日公開）
- 『グッドモーニングショー』（2016年10月8日公開）
- 『きょうのキラ君』（2017年2月25日公開）[要出典]
- 『美しすぎる議員』（2019年3月16日公開）
- 『犯人は吉田だっ！』（2022年9月2日公開）- 狩屋達也 役

### CM
- サントリー『集中リゲイン』WEBCM
- JAL『JALカード』

### モデル
- 『atmos x DAVE WHITE』